# Haschim al-Atassi

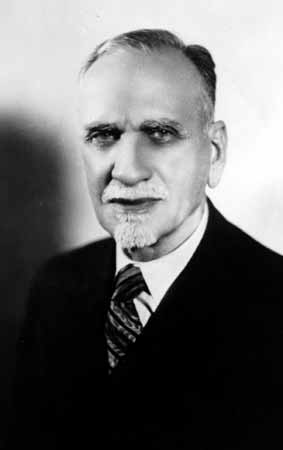
Haschim al-Atassi

Haschim Chalid al-Atassi (arabisch هاشم خالد الأتاسي, DMG Hāšim Ḫālid al-Atāssī; * 1875 in Homs; † 5. Dezember 1960 ebenda) war ein syrischer Staatsmann. Er war 1920 Interimspremier und später mit mehrjährigen Unterbrechungen dreimal Präsident der Syrischen Republik: 1936–1939, 1949–1951 sowie 1954–1955.

## Leben
Haschim al-Atassi war der Sohn eines Großgrundbesitzers und wurde in Istanbul erzogen. Um die Jahrhundertwende begann er seine politische Karriere in der osmanischen Provinz Beirut. Nach der Niederlage der Türkei im Ersten Weltkrieg wurde al-Atassi Mitglied im Syrischen Kongress, der unter der konstitutionellen Monarchie Faisals I. die Unabhängigkeit erklärte. 1920 wurde er für kurze Zeit Premierminister, bis das Land Ende 1919 von Frankreich im Rahmen des Völkerbundmandates für Syrien und Libanon besetzt wurde.
Als einer der politischen Führer, die sich der Besetzung widersetzt hatten, wurde er von den Franzosen für einige Monate auf der Insel Arwad inhaftiert. Nach seiner Freilassung war er an den Verhandlungen für einen französisch-syrischen Vertrag beteiligt, der die Unabhängigkeit Syriens sicherstellen sollte und am 9. September 1936 als „Freundschafts- und Bündnisvertrag“ unterzeichnet wurde.
Nach der Durchführung von Parlamentswahlen wurde al-Atassi am 21. Dezember 1936 zum ersten Präsidenten und damit Staatsoberhaupt des modernen Syrien gewählt. 1939 trat er bereits wieder von seinem Posten zurück, um gegen die Inkorporation des Staates Hatay in das Staatsgebiet der Türkei zu protestieren. Hatay war bis 1938 als Sandschak Alexandrette Teil Syriens gewesen und wurde von Frankreich an die Türkei abgegeben, um sich deren Neutralität bei einem Konflikt mit Deutschland zu versichern. Der französische Hochkommissar setzte daraufhin die Verfassung außer Kraft und regierte mit Notstandsbefugnissen.

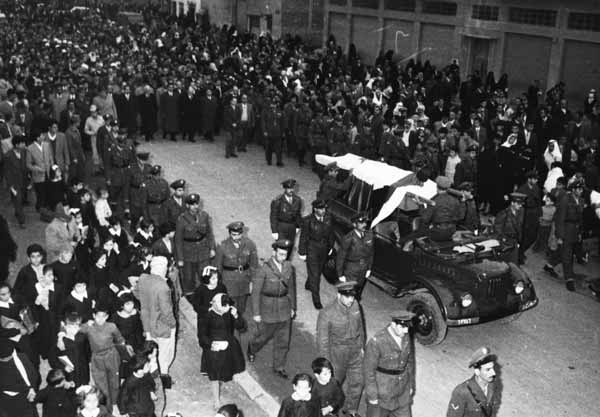
Beerdigung von Haschim al-Atassi 1960

1949 wurde al-Atassi nach dem Sturz Husni az-Za'ims Premierminister und Präsident von Syrien. al-Atassi wollte mit Unterstützung des De-facto-Herrschers von Syrien, Sami al-Hinnawi, des Stabschefs der syrischen Armee, eine Vereinigung mit dem haschemitischen Irak. Nach dem Putsch von Adib asch-Schischakli, der diese Vereinigung strikt ablehnte, blieb al-Atassi bis zur Verhaftung von Premierminister Maarouf al-Dawalibi im Jahr 1951 noch Präsident, hatte aber wenig Einfluss. Bei einem erneuten Staatsstreich wurde Schischakli im Februar 1954 gestürzt, Atassi kehrte an die Macht zurück. Nach freien Wahlen folgte ihm im Jahr 1955 Schukri al-Quwatli als Präsident.